# Hønsegård
En hønsegård er en indhegning til høns. Størrelse og udformning kan variere, men hønsegårde er for det meste placeret i forbindelse med et hønsehus. I produktionsindustrien går skrabehøns og økologiske høns på græs i hønsegårde, mens burhøns ikke kommer ud.
Hønsegårde er ikke kun vigtige for hønsenes trivsel, men de kan også hjælpe med at opretholde et sundt og rent miljø for hønsene. Ved at give høns adgang til udendørsområder, kan de spise græs, blade, insekter og andre naturlige fødekilder, som hjælper med at give en afbalanceret kost. Derudover hjælper det også med at reducere risikoen for sygdomme og infektioner, da hønsene ikke bliver tvunget til at opholde sig i lukkede, tætte og potentielle overfyldte omgivelser.
Udover at give frihed til hønsene, så kan hønsegårde også hjælpe med at beskytte hønsene mod rovdyr såsom ræve, katte, hunde og rovfugle, der kan true dem. En velfungerende hønsegård med et sikkert hegn og en solid konstruktion kan forhindre rovdyr i at trænge ind og angribe hønsene.